# Połoz amurski
Połoz amurski (Elaphe schrenckii) – gatunek węża z rodziny połozowatych (Colubridae).

## Systematyka
Jest to gatunek monotypowy. Za jego podgatunek dawniej uznawany był Elaphe anomala, niekórzy autorzy nadal go tak klasyfikują.

## Wygląd
Zwykle dorasta do ok. 140–150 cm. Ma stosunkowo krępą budowę ciała. Ubarwienie czarne w żółtawe poprzeczne wzory.

## Pożywienie
Odżywia się głównie gryzoniami i ptakami, niektóre osobniki zjadają też jaja ptaków.

## Rozmnażanie
Gody odbywają się zwykle wiosną. Samica składa 6–14 jaj, z których po 40–60 dniach wykluwają się młode o długości 30–35 cm. Żywią się one noworodkami gryzoni i pisklętami.

## Występowanie
Południowy wschód azjatyckiej części Rosji, północno-wschodnie i wschodnie Chiny, Korea, wschodnia Mongolia. Żyje na łąkach, leśnych polanach, zamieszkuje tereny stepowe, często spotykany w sadach i zagrodach ludzkich, gdzie poluje na gryzonie.

## Hodowla
Wąż niejadowity. Stosunkowo łatwy w hodowli. Wymaga terrarium takiego jak do gatunków nadrzewnych.